# Sungai Besar (Maleisië)
Sungai Besar is een stad in de Maleisische deelstaat Selangor.
Sungai Besar telt 21.000 inwoners.